# Уиллоу (Аляска)
Уиллоу (англ. Willow) — статистически обособленная местность, которая находится в боро Матануска-Суситна, Аляска, Соединённые Штаты Америки. По данным переписи 2020 года население составляло 2196 чел .

## География
По данным Бюро переписи населения США, CDP имеет общую площадь 692,9 квадратных миль (1,795 км2), из которых 684,8 квадратных мили (1,774 км2) — это земля и 8,0 квадратных миль (21 км2) от неё (1,16% ) Представляет собой воду. По районам это самый большой CDP в Соединённых Штатах.

## Демография
По данным переписи 2000 года, в CDP насчитывалось 1 658 человек, 654 домашних хозяйства и 438 семей. Плотность населения составляла 2,4 человека на квадратную милю (0,9 / км2). Было 1,530 единиц жилья при средней плотности 2,2 за квадратную милю (0,9 / км2). Расовый состав CDP составлял 92,40% белых, 3,08% коренных американцев, 0,24% азиатских, 0,42% от других рас и 3,86% от двух или более рас. 1,27% населения были латиноамериканцами любой расы.
Было 654 домашних хозяйства, из которых 32,0% имели детей в возрасте до 18 лет, проживающих с ними, 56,6% были женатыми парами, живущими вместе, у 5,5% была мать-одиночка без мужей, а 33,0% не имели семьи. 25,8% всех домохозяйств состоят из отдельных лиц и 4,9% из них кто-то одиноких людей в возрасте 65 лет и старше. Средний размер домохозяйства составил 2,54, а средний размер семьи — 3,08.
В CDP население было распространено на следующие возрастные категории: 27,9% в возрасте до 18 лет, 5,4% с 18 до 24, 27,9% с 25 до 44, 29,2% с 45 до 64 и 9,6% в возрасте 65 лет и старше , Медианный возраст составлял 40 лет. На каждые 100 женщин приходилось 114,2 мужчин. Из жителей в возрасте 18 лет и старше приходилось 119,3 мужчин на каждые 100 женщин.
Средний доход для домашнего хозяйства в CDP составлял 38 906 долларов США, а средний доход для семьи составлял 41 944 доллара. У мужчин средний доход составил 42 188 долларов США, в то время как средний доход у женщин составил 29 792 долларов США для женщин. Доход на душу населения для CDP составлял 22 323 доллара. Около 15,3% семей и 22,1% населения были ниже черты бедности, в том числе 38,1% из них моложе 18 лет и 4,6% из них находились в возрасте 65 лет и старше.